# XO, Kitty
XO, Kitty är en amerikansk dramakomediserie från 2023 vars första säsong består av 10 avsnitt. Den hade premiär på Netflix den 18 maj 2023. Serien är skapad Jenny Han som även skrivit seriens manus som är baserat på en bok som Han skrivit. Jennifer Arnold och Katina Medina Mora har regisserat serien.

## Handling
Serien kretsar kring tonårstjejen Kitty som är den yngsta systern i familjen Covey (från filmen Till alla killar jag har gillat). I serien återförenas hon med sin pojkvän på samma skola i Seoul som hennes mamma en gång gick på.

## Roller i urval
- Anna Cathcart – Katherine "Kitty" Song Covey
- Choi Min-young – Dae-heon Kim
- Anthony Keyvan – Quincy "Q" Shabazian
- Gia Kim – Yuri Han
- Sang Heon Lee – Min Ho
- Peter Thurnwald – Alex
- Regan Aliya – Juliana